# Bolinder-Munktell
För andra betydelser, se Bolinder.

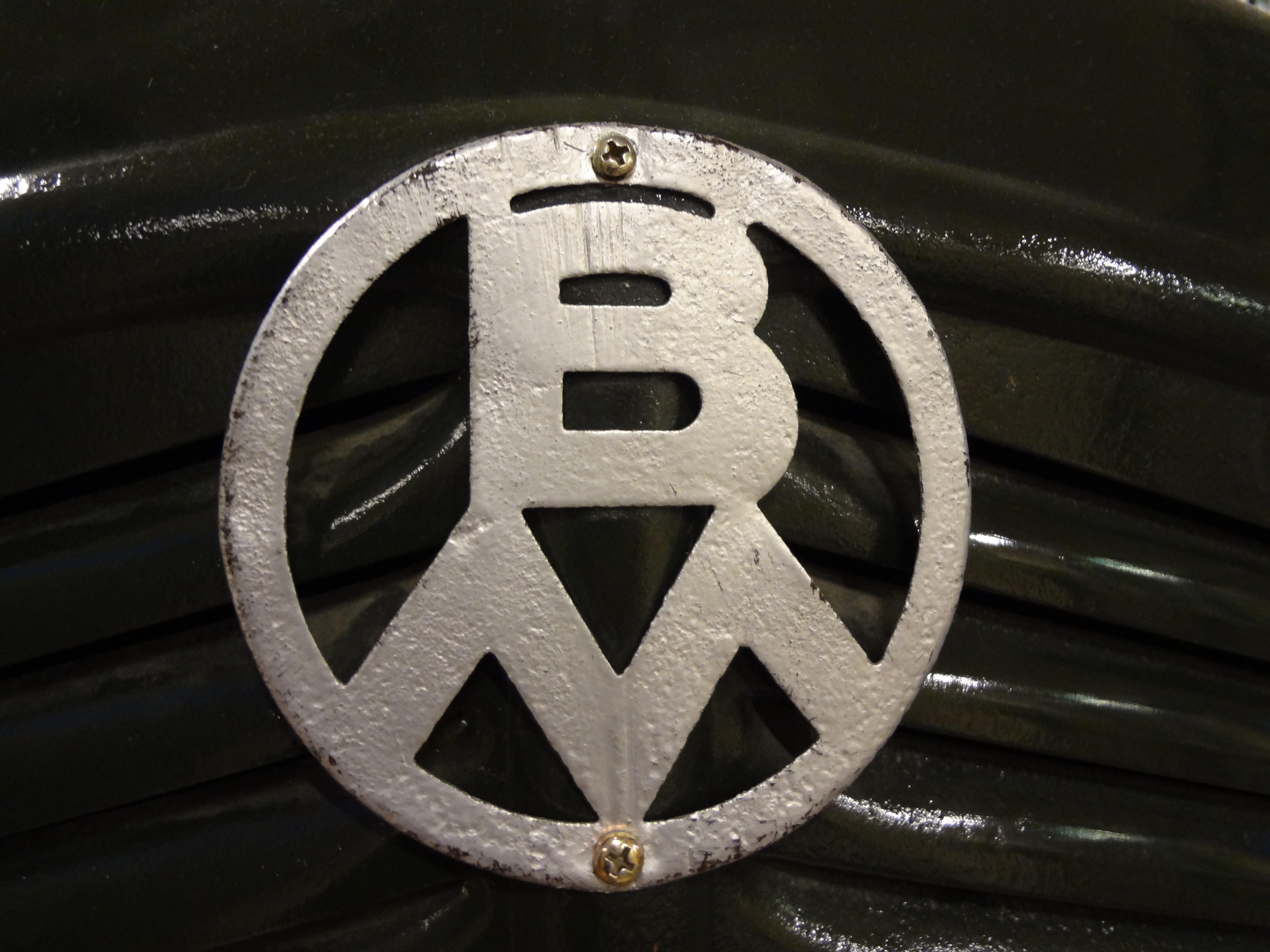
Bolinder-Munktells logotyp på en traktor modell BM 20.

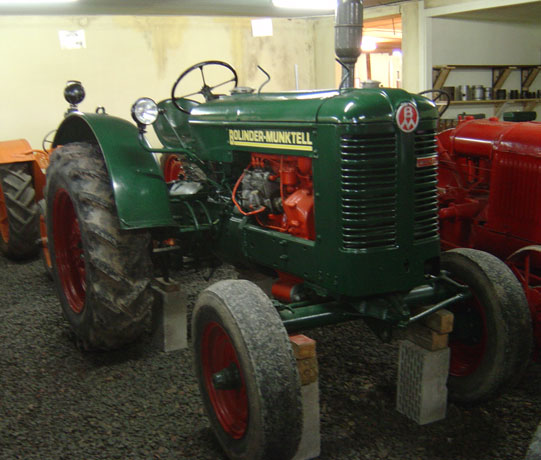
Bolinder-Munktell BM 35 tillv. 1952-59.

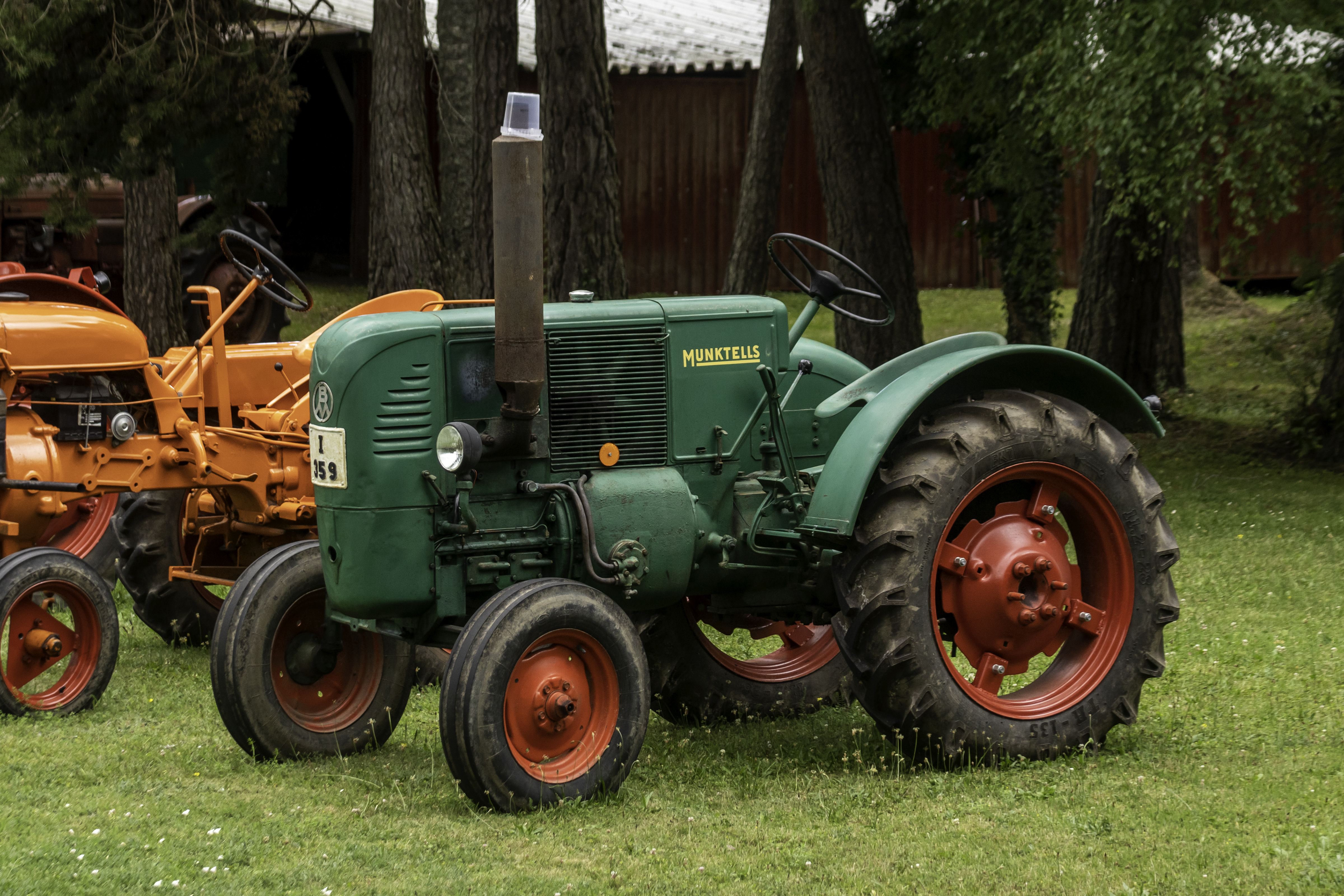
Bolinder-Munktell BM 10.

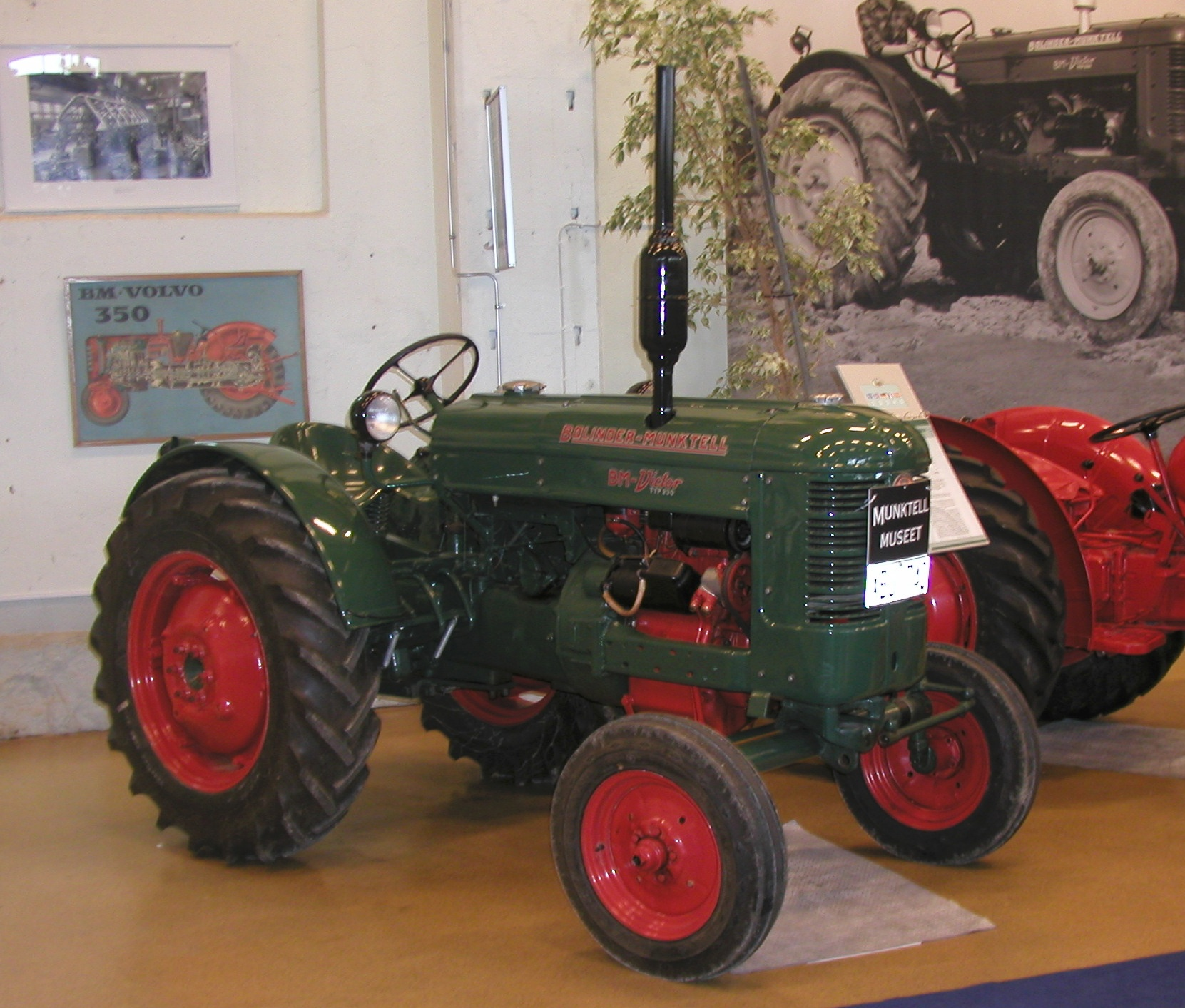
Bolinder-Munktell BM 230 Victor.

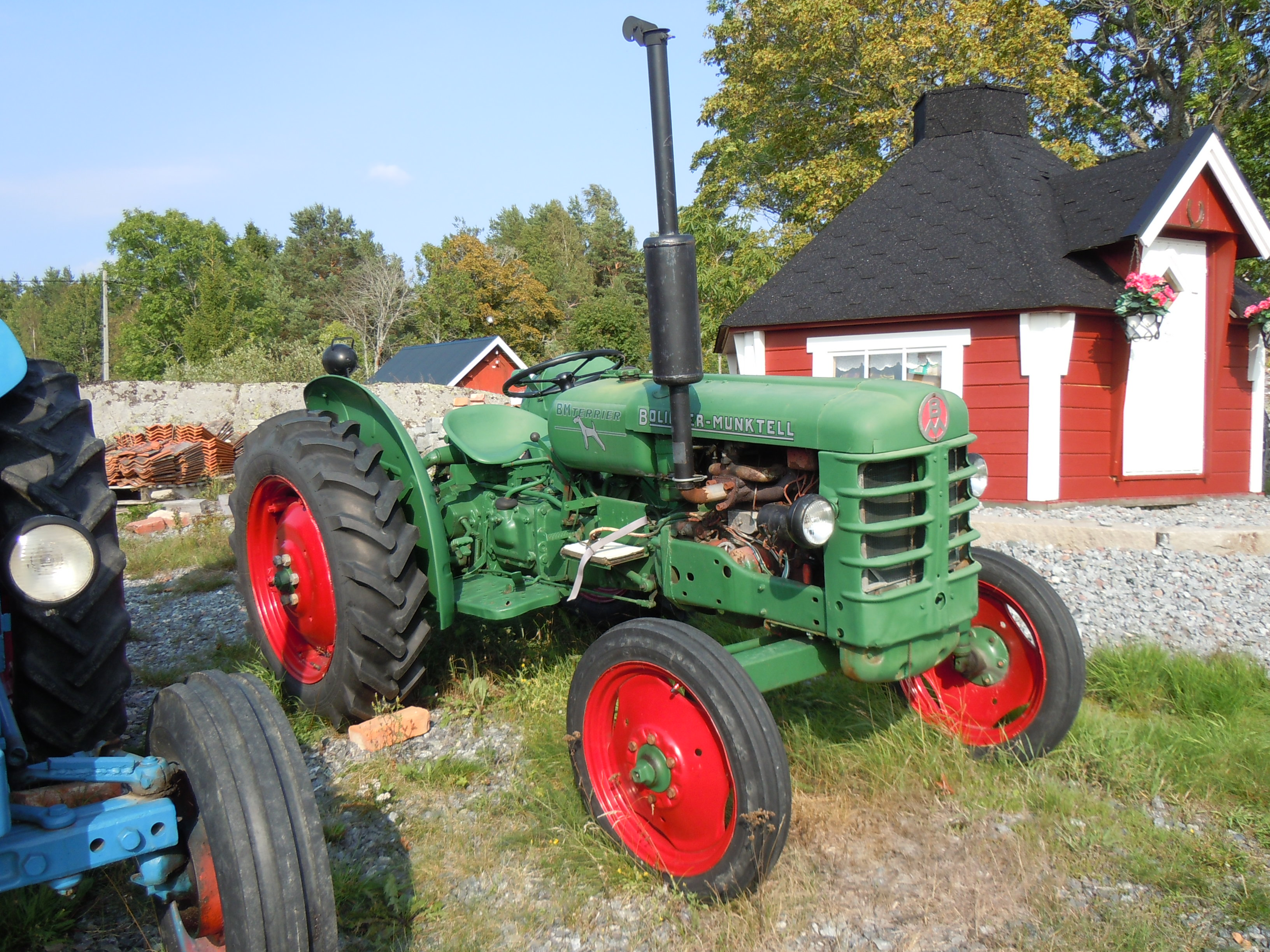
Bolinder-Munktell 425 Terrier.

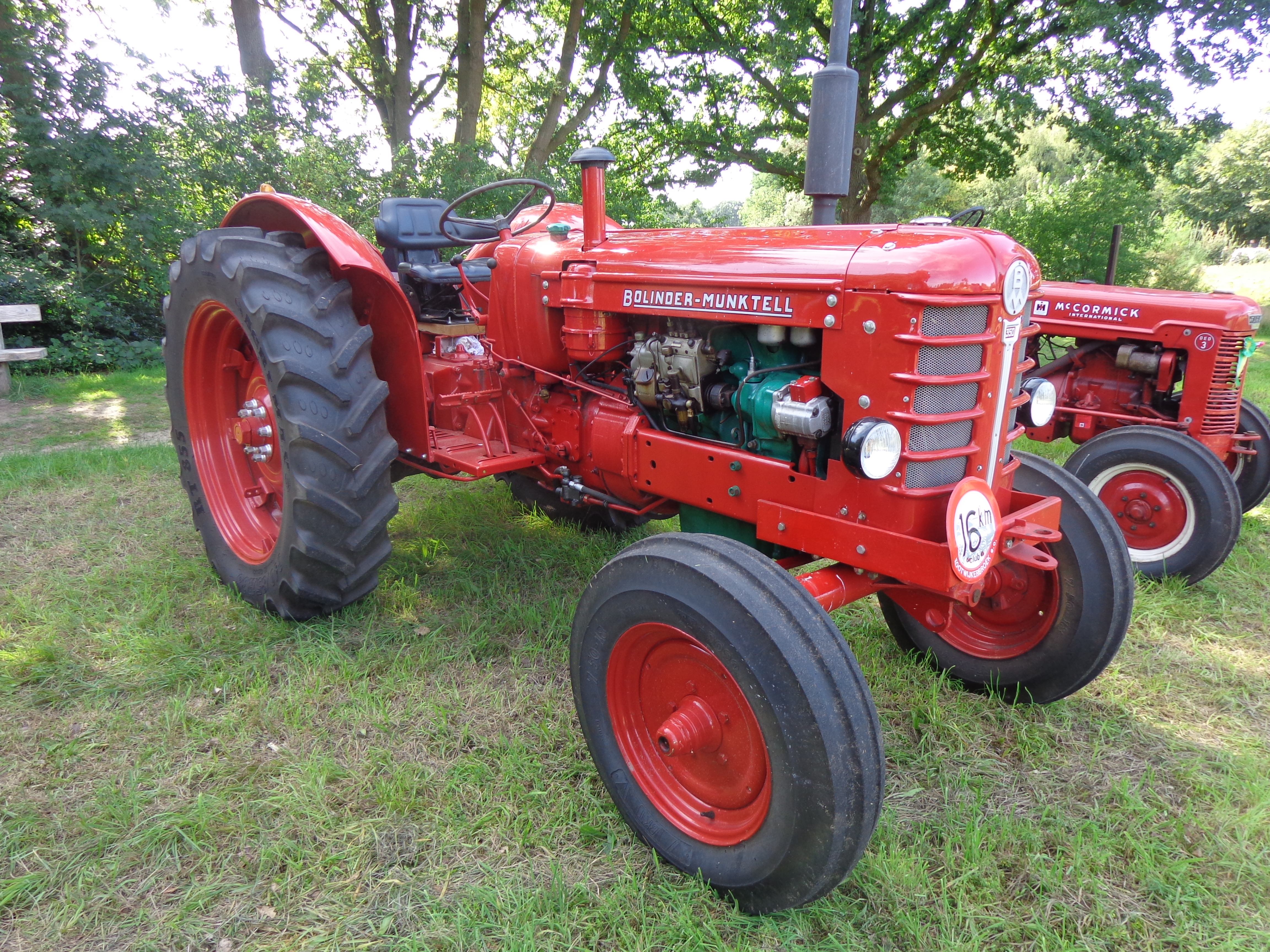
Bolinder-Munktell 350 Boxer.

AB Bolinder-Munktell (ofta förkortat BM) var en traktor- och maskintillverkare från Eskilstuna som bildades år 1932 genom en sammanslagning av de båda mekaniska verkstäderna J. & C.G. Bolinders Mekaniska Verkstads AB och Munktells Mekaniska Verkstads AB.

## Historik
AB Bolinder-Munktell hade sitt ursprung i företagen Munktells Mekaniska Verkstad som grundats 1832 i Eskilstuna och J. & C.G. Bolinders Mekaniska Verkstad som etablerats 1844 i Stockholm. Dessa två bolag gick samman 1932 och bildade Bolinder-Munktell.
År 1950 sålde huvudägaren, Handelsbanken, företaget till Volvo, som gjorde det till ett dotterbolag med varumärket BM-Volvo.

## Produktion
Tillverkningen omfattade bland annat dieselmotorer, skördetröskor, vägmaskiner, jordbruksredskap och flera traktormodeller som till exempel:
- BM 2
- BM 10
- BM 20
- BM 230 Victor (som blev den mest tillverkade traktorn i företagets historia)
- BM 350 Boxer [3]
- BM 400 Buster
- BM 425 Terrier
- BM 430
- BM 470 [4]
- BM 473 [5]
- BM 600
- BM Volvo T 650
- BM-Volvo T 470 Bison
- BM Volvo T 800/810/814
- BM Motorvältar [6]
- BM VHK 55 (Road Grader) [7]
- BM VHK 85 (Road Grader) [8]
- BM VHK 100 (Road Grader) [9]
- BM VHK 110 [10]
- BM VHK 115 [11]
- BM LM 218 [12],[13]
- BM LM 222 [14]
- BM LM 225 [15]
- Åkerman 310[16]

I samarbete med Bröderna Lundbergs Mekaniska i Skellefteå utvecklades med start 1954 lastmaskiner, så kallade baklastare, med BM:s jordbrukstraktorer som bas. På så sätt lade BM grunden till Sveriges nuvarande position på världsmarknaden för hjullastare. På liknande sätt byggde Bolinder-Munktell också upp Volvos rykte som stor tillverkare av dumprar. Försvarets välkända bandvagn Bv 202 konstruerades av BM och tillverkades vid företagets anläggning i Arvika.

## Trailer
- Livab DKD-8 HT [17]
- Livab DKD-15 HT
- Livab SD8 [18]

Åren 1947—1948 tillverkade Bolinder Munktell också 800 stycken av Daimler-Benz DB 605B-flygplansmotorer på licens. Daimler-Benz motor fanns under andra världskriget i det tyska jaktflygplanet Bf 109, och i Sverige senare i de svenska flygplanen SAAB B 18B och SAAB J 21. 
År 1972 ändrades märket från BM-Volvo till Volvo BM och 1973 ändrades även bolagets namn till Volvo BM. 1985 slogs företaget samman med Clark Equipment och blev VME Group. Sedan 1995 heter företaget Volvo Construction Equipment. Det dröjde dock till år 1997 innan Volvo tog bort suffixet "BM" från de sista produkterna. BM:s hjullastar- och dumperverksamhet återfinns idag, bland annat tillsammans med före detta Åkermans grävmaskinstillverkning, i Volvo Construction Equipment.